# Demon City Shinjuku
Demon City Shinjuku(魔界都市＜新宿＞ Makai Toshi: Shinjuku) е роман на Hideyuki Kikuchi, по който е адаптирано аниме през 1988 режисирано от Yoshiaki Kawajiri. Заглавието също може да се преведе като Hell City Shinjuku и Monster City.

## Сюжет
Внимание:  Текстът по-долу разкрива сюжета на произведението (или части от него)!
Филмът започва с битка между, злия Реби Ра(също произнасяно Леви Ра или дори Деви Да) срещу смъртния герой Геничиру. Реби Ра е позволил да бъде обладан от зли сили за да придобие огромна зла сила и да призове демони, с чиято помощ да завладее света. Той побеждава Геничиро и разрушава Shinjuku, част от Токио, с опустошително заметресение, след което територията става свърталище на демони.
Десет години по-късно, световния президент, поддръжник на световния мир, е атакуван от Реби Ра.
Реби Ра не знае, че Геничиро е имал син, който наследява силата му. След дълбоко емоционална молба от президентската дъщеря Саяка Рама, все още нереализиралия се герой Kyoya Izayoi я последва дълбоко в сърцето на демонясалия град. Там той открива съюзници и ужасява враговете срещнати по пътя.

## Персонажи
- Геничиро Izayoi – Бащата на Kyoya Izayoi и първия изправил се срещу Реби Ра.
- Реби Ра – Тъмния лорд, който желае сила и власт над света; Унищожава Shinjuku.
- Kyoya Izayoi – Главния герой, сина на Геничиро; изучава изкуствеота на Немпо.
- Президента Козуми Рама – Световния президент борещ се за световния мир, баща Саяка.
- Саяка Рама – Дъщеря на Козуми Рама.
- Aguni Rai – Майстор на Немпо, учител както на Геничиро, така и Реби Ра.
- Старицата – Продава информация в Shinjuku.
- Spider Demon – Един от трите основни демони призовани от Реби Ра; използва физически сили.
- Младежа – Младеж, който съпровожда главния герой през демонския град.
- Kuro -Мутирало, двуглаво куче принадлежащо на младежа.
- Illusory Demon – Един от трите основни демони призовани от Реби Ра; използва илюзии и вода.
- Lady Demon – Един от трите основни демони призовани от Реби Ра; използва киселина и задушаваща техника.